# Айям аль-Араб
Айя́м аль-а́раб (араб. أيام العرب‎ — «Дни арабов») — арабский эпос о межплеменных войнах; складывался у бедуинов Аравии с V до середины VII веков; известен в записях VIII—IX веков (циклы «Война Басус», «Война Абс и Зубьян»). Оказал влияние на зарождавшуюся арабскую историческую литературу.
Отдельные Айям аль-арабы являются прозаическими рассказами, в которые включены стихи, приписываемые различным героям. Сохранились данные о существовании около 300 сюжетов «Айям аль-араб», рассеянных в различных сочинениях и комментариях к поэтической полемике Джарира и аль-Фараздака, комментариях аль-Муфаддаля (VIII век) к сборнику арабских поэтов и др.